# Капкаев, Гиниятулла
Гиниятулла Капкаев (тат. Гыйниятулла Капкаев, 1856—1930) — мусульманский религиозный и татарский общественный деятель.

## Биография
Капкаев Гиниятулла родился 14 сентября 1856 года в татарской (мишарской) деревне Иса (ныне село Большая Поляна) Саранского уезда Пензенской губернии.
Окончил медресе в селе Кышкар Казанской губернии. Служил имамом в родной деревне. Был сторонником кадимизма.
В 1893—1917 годах служил кадием в Оренбургском магометанском духовном собрании (ОМДС) в Уфе. На данной должности контролировал деятельность членов ОМДС и делопроизводство.
15 февраля 1906 года в Уфе принимал участие в совещании при ОМДС, которое было посвящено вопросам военных имамов. Несколько раз выступал против антимонархических объединений.
Гиниятулла Капкаев является одним из основателей Всероссийского мусульманского союза «Сыратель-Мустаким» («Правый путь»), который был создан в Санкт-Петербурге в 1914 году для изучения ислама, развития мусульманского просвещения и благотворительности. Союз выступал в роли противовеса либеральным партиям мусульман. В марте 1917 года по решению Президиума Уфимского губернского комитета был под наблюдением правоохранительных структур.
В 1920-е годы являлся кадием Духовного управления мусульман Башкирской АССР. Публиковал свои статьи в журнале «Дианат» — печатного органа ДУМ Башкирской республики в 1926—1928 гг.